# Great Pierogi Race

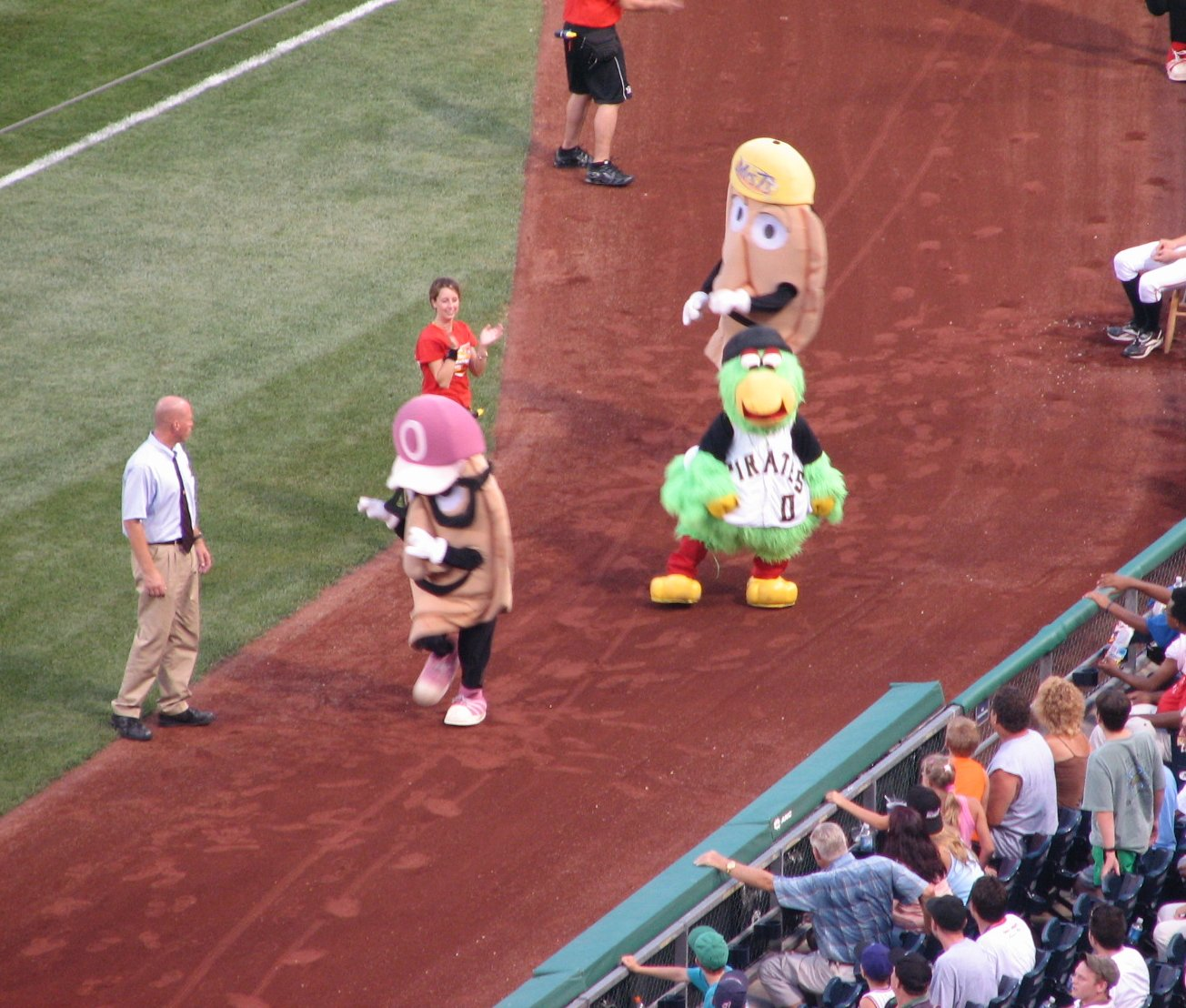
Great Pierogi Race w 2006 roku.

The Great Pittsburgh Pierogi Race N'at, popularnie zwany Great Pierogi Race (pl. Wielki wyścig pierogów) – wyścig maskotek podczas meczów baseballowych drużyny Pittsburgh Pirates w którym bierze udział sześciu zawodników w gigantycznych kostiumach w kształcie pierogów: Potato Pete (niebieski kapelusz), Jalapeño Hannah (zielony kapelusz), Cheese Chester (żółty kapelusz), Sauerkraut Saul (czerwony kapelusz), Oliver Onion (fioletowy kapelusz) i Bacon Burt (pomarańczowy kapelusz). Sponsorem organizowanych od 1999 roku wyścigów, jest założona w 1952 roku przez Teda Twardzika firma Mrs. T's Pierogies.